# Novooldřůvský mlýn
Novooldřůvský mlýn, nazývaný také Novooldřůvský Mlýn či Madrův mlýn (německy Neudorfermühle), je zaniklý vodní mlýn a pila na řece Odře. Torzo mlýna se nachází u zaniklé vesnice Nové Oldřůvky u Barnovské vodní nádrže. Dnes[kdy?] jsou na místě pouze ruiny. Místo je veřejnosti, mimo vyhrazené dny, nepřístupné.

## Další informace
První písemná zmínka o poddanském/zámeckém mlýnu pochází z roku 1663. Působilo zde několik generací mlynářů, rodiny Klement. V roce 1930 byl majitelem mlýna Josef Mader a mlýn s pilou byly poháněny koly s horním náhonem.
U cesty, poblíž Novooldřůvského mlýna a Barnovského mostu, se nachází Bod záchrany 121.
Proti směru toku řeky Odry (cca 3 km) se nachází halda lomu V Zátočině.
Obvykle jedenkrát ročně může být Novoolřůvský mlýn a jeho okolí přístupné veřejnosti v rámci cyklo-turistické akce Bílý kámen.

## Galerie

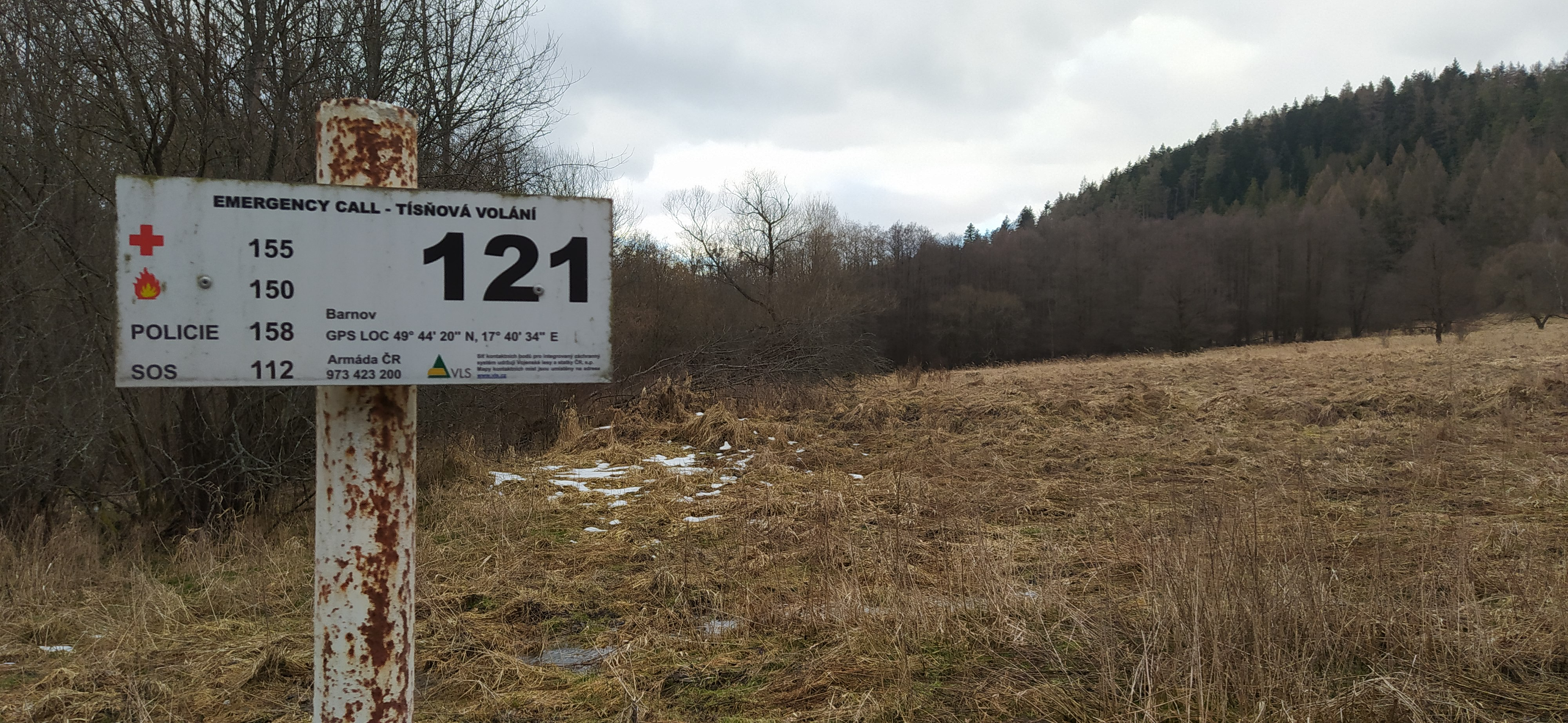
Bod záchrany 121 u Novooldřůvského mlýna a Barnovského mostu
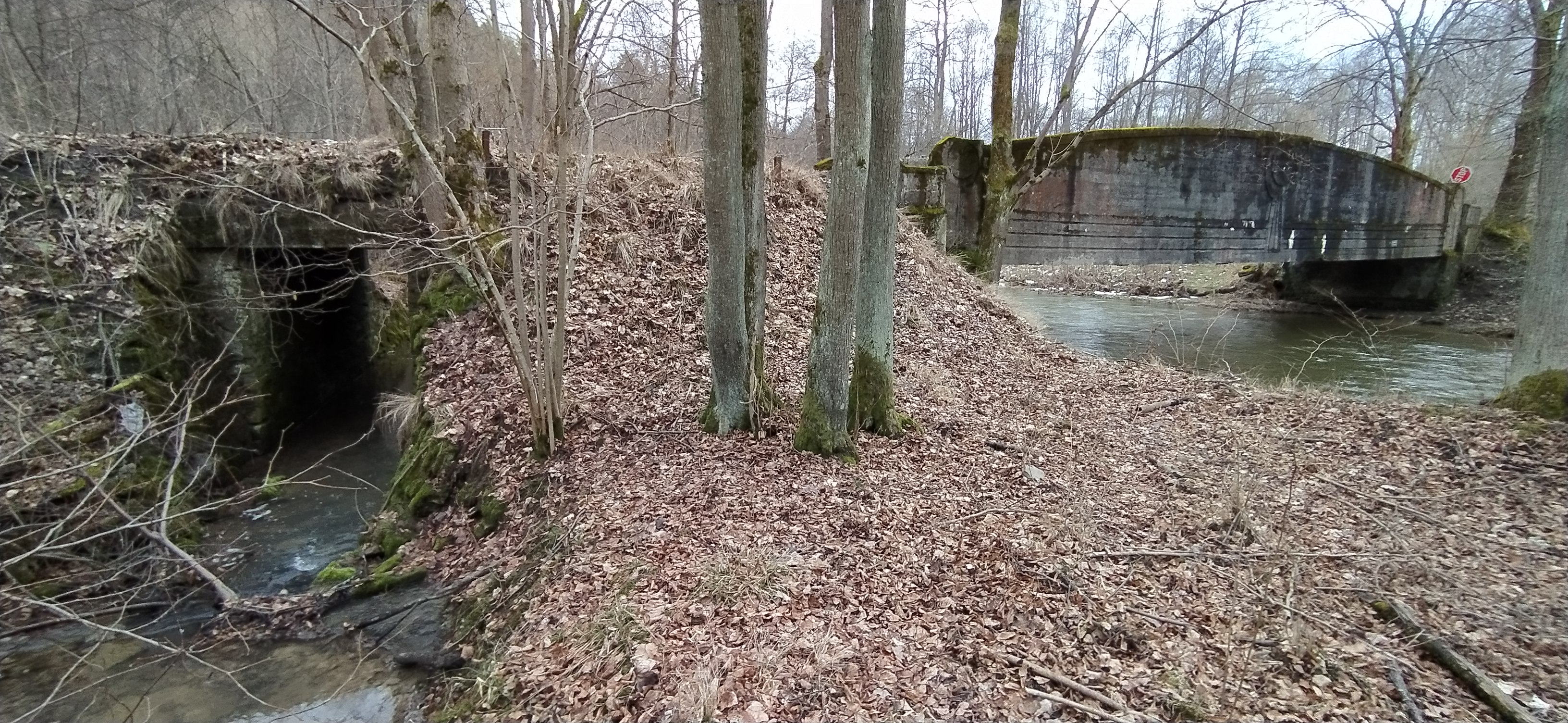
Barnovský most a Novooldřůvský mlýn
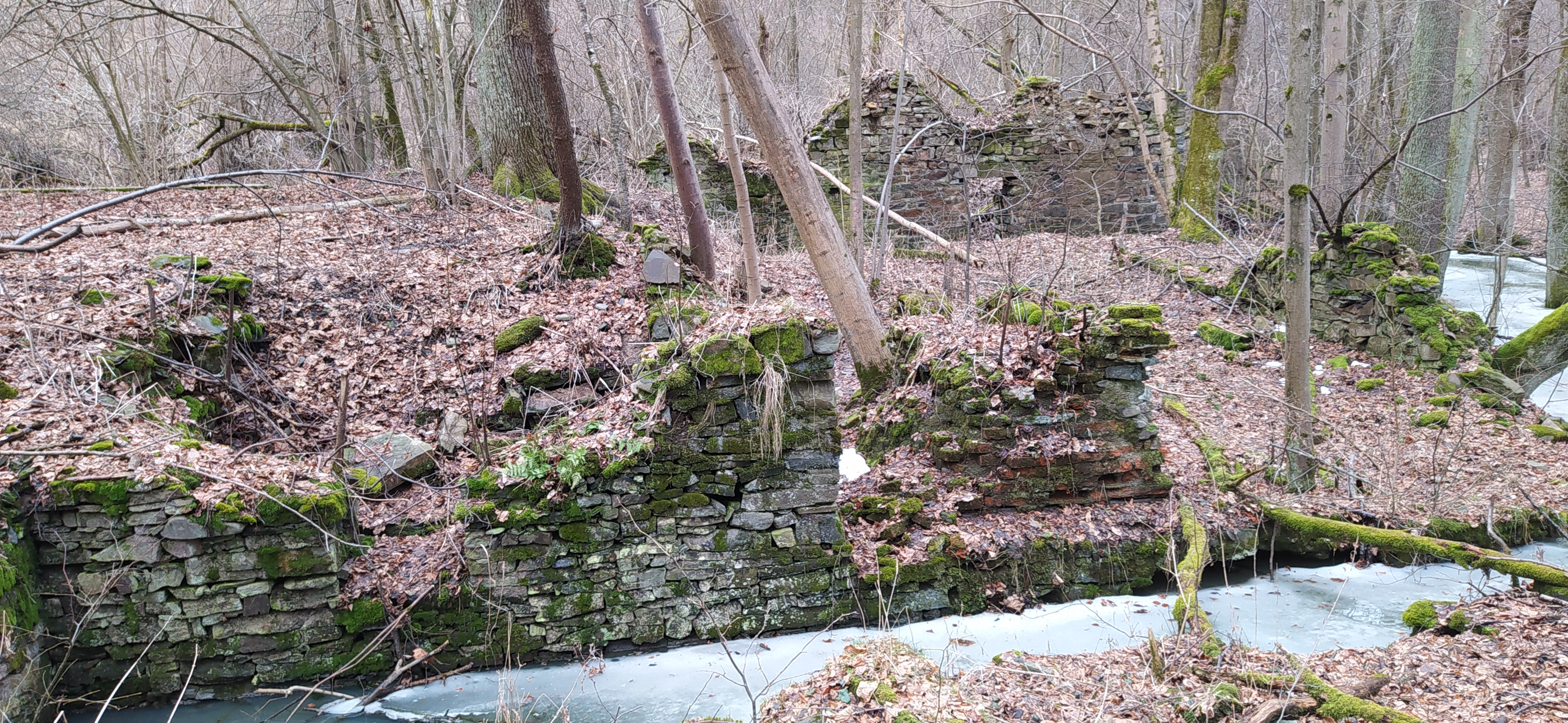
Novooldřůvský mlýn
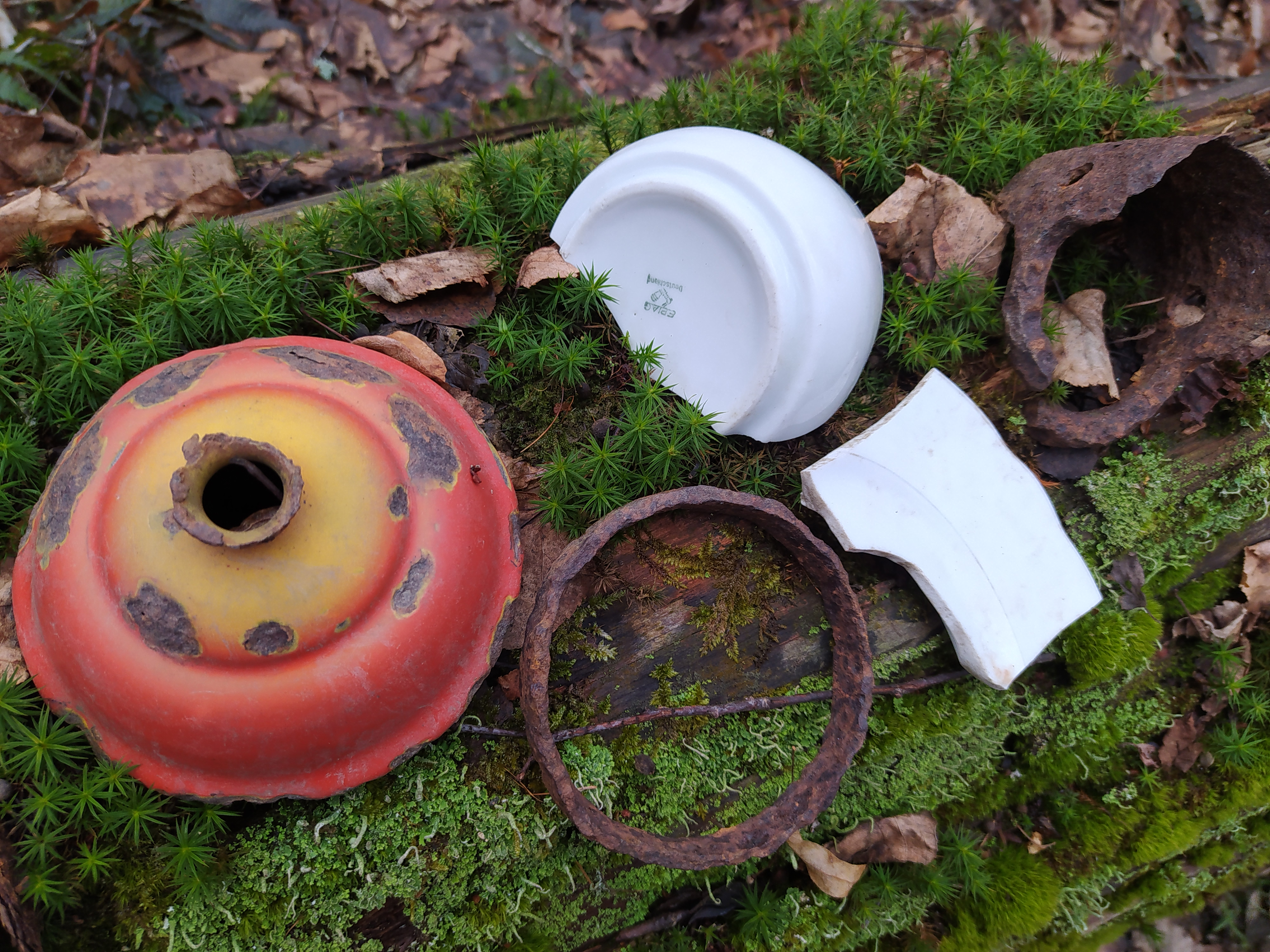
Novooldřůvský mlýn, nalezené „artefakty“
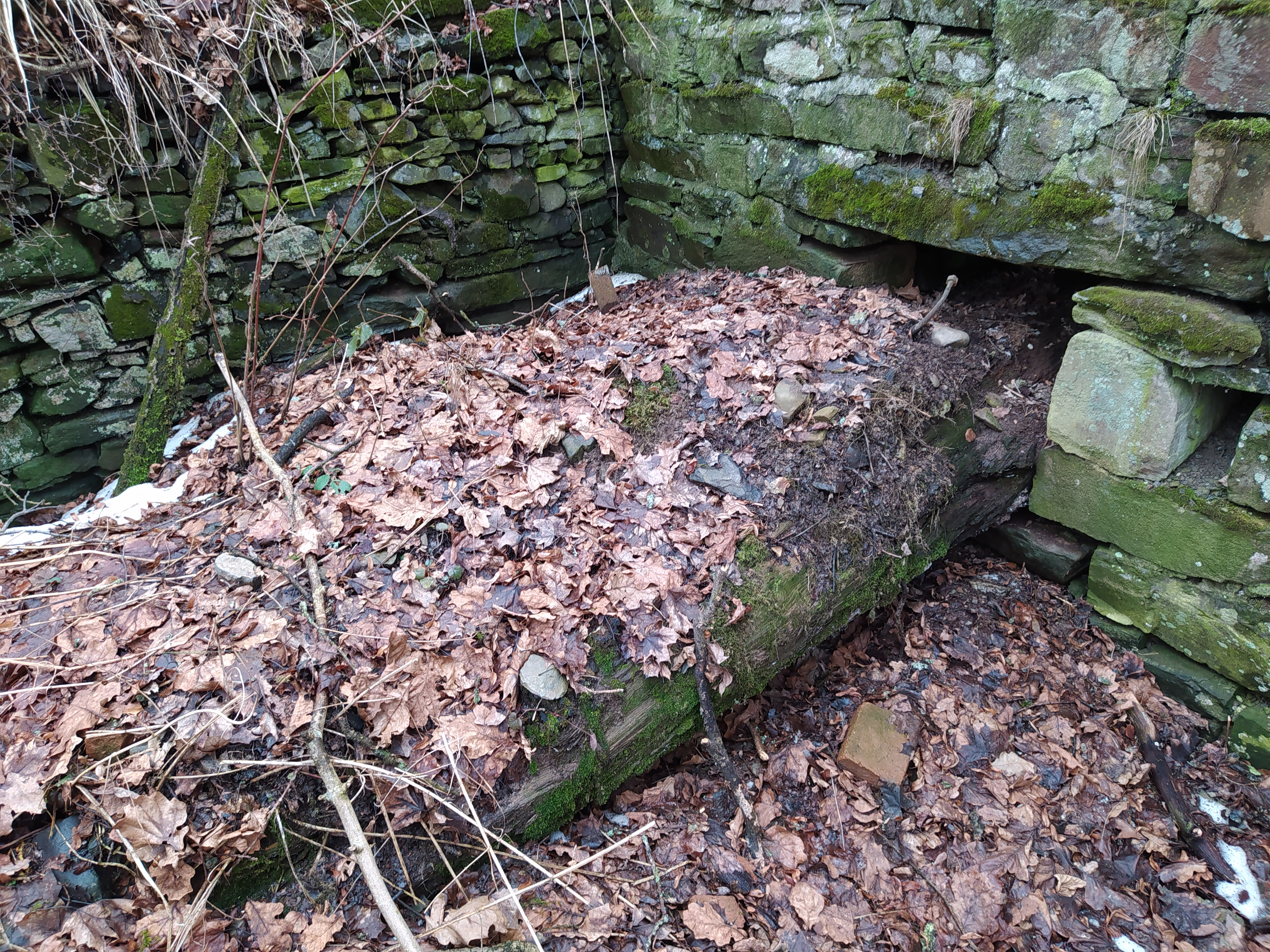
Novooldřůvský mlýn, hřídel mlýnského kola